# Saint-Joire
Saint-Joire är en kommun i departementet Meuse i regionen Grand Est (tidigare regionen Lorraine) i nordöstra Frankrike. Kommunen ligger i kantonen Gondrecourt-le-Château som tillhör arrondissementet Commercy. År 2022 hade Saint-Joire 232 invånare.

## Befolkningsutveckling
Antalet invånare i kommunen Saint-Joire
| Referens: INSEE |